# Distretto di Tirunelveli
Il distretto di Tirunelveli è un distretto del Tamil Nadu, in India, di 2 801 194 abitanti. Il suo capoluogo è Tirunelveli.